# Monika Lindner

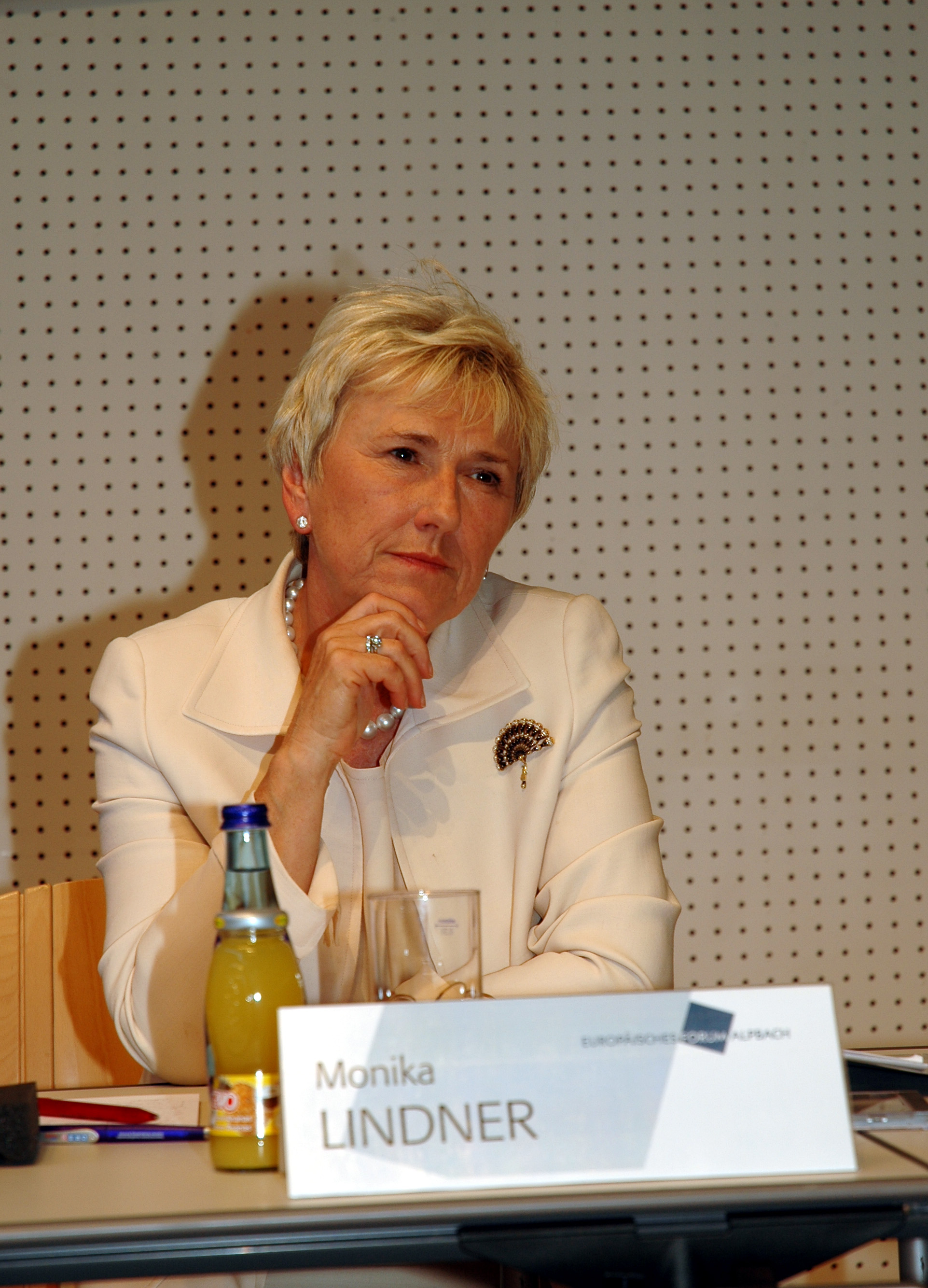
ORF-Generaldirektorin a. D. Monika Lindner

Monika Lindner, eigentlich Astrid Monika Eder-Lindner (geborene Heiss, * 25. September 1944 in Gleiwitz, Provinz Oberschlesien), ist eine ehemalige österreichische Journalistin. Sie war von 2002 bis 2006 Generaldirektorin des Österreichischen Rundfunks (ORF).

## Leben
Lindner wuchs in Innsbruck auf. Nach der Matura studierte sie in an der Universität Wien Theaterwissenschaft, Kunstgeschichte und Philosophie und schloss das Studium 1969 als Dr. phil. mit einer Dissertation über Die Pantomime im Alt-Wiener Volkstheater ab. Verheiratet war sie bis zu seinem Tod im Jahr 2004 mit Otto Anton Eder, der lange Zeit als Regisseur im ORF tätig war. Aus dessen zwei Ehen mit Bibiana Zeller sowie Verena-Maria Leitner stammen Lindners Stiefsöhne Jakob Eder, Fabian Eder und der Jüngste Sebastian Benjamin Eder.

### Tätigkeiten im Österreichischen Rundfunk
Ab 1974 arbeitete Lindner als freie Mitarbeiterin beim ORF in Wien in der Abteilung Politik und Zeitgeschehen. Sie wurde 1979 zur Leiterin der Pressestelle des ORF bestellt.
1991 übernahm sie die Leitung des Vorabendmagazins WIR. 1995 entwarf sie das Konzept zu Willkommen Österreich und wurde mit der Leitung der Sendung betraut. Im selben Jahr wurde sie dafür mit dem Fernsehpreis Romy für die „Beste Programmidee“ ausgezeichnet.
Im Oktober 1998 wurde Lindner Intendantin des ORF-Landesstudios Niederösterreich. Im Zuge der Neuorganisierung der Leitungsgremien des ORF durch das unter der Bundesregierung Schüssel I (ÖVP-FPÖ-Koalition) beschlossene ORF-Gesetz vom 5. Juli 2001 wurde sie vom neu eingerichteten ORF-Stiftungsrat zur Generaldirektorin des ORF gewählt; sie trat diese Funktion am 1. Jänner 2002 an. Im Vorfeld der Nationalratswahl in Österreich 2006 und nach monatelangen öffentlichen Diskussionen über die Zukunft des ORF und dessen Führung verlor sie die Wahl zu einer zweiten Amtsperiode als Generaldirektorin am 17. August 2006 gegen den bisherigen kaufmännischen Direktor des ORF, Alexander Wrabetz. Bis kurz vor der Wahl hatte sie aufgrund der Mehrheit der ÖVP- und BZÖ-nahen Mitglieder im Stiftungsrat als Favoritin gegolten. Wegen seines früheren Engagements für die Sozialdemokratie galt Wrabetz als „roter“ Kandidat.

### Weitere berufliche Laufbahn
Ab 1. Jänner 2007 war Lindner als Beraterin der Geschäftsleitung der Medienbeteiligungstochter Medicur-Holding der Raiffeisen Zentralbank Österreich „in Zusammenhang mit den Entwicklungen im Medienbereich, insbesondere auf dem Gebiet der elektronischen Medien“ tätig. Von Mai 2009 bis Ende 2012 führte sie als Geschäftsführerin das Außenwerbeunternehmen Epamedia, das sich von Anfang 2009 bis November 2012 als 100-Prozent-Tochterunternehmen der Medicur-Holding im Besitz von Raiffeisen befand. Mit dem Verkauf von Epamedia an die slowakische Medienholding JOJ Media House schied Lindner aus dem Unternehmen aus.
Ab 2009 war sie Vizepräsidentin des Österreichischen Roten Kreuzes und damit Stellvertreterin von Gerald Schöpfer. Im Frühjahr 2012 wurde sie als Nachfolgerin von Franz Ceska zur Präsidentin des Hilfswerks Austria International gewählt. Am 15. Oktober 2013 trat sie von diesem Amt zurück, um sich ihrer zukünftigen Tätigkeit als Nationalratsabgeordnete zu widmen. Am 30. Oktober 2013 wurde bekannt, dass Lindner ihr mit Mai 2014 endendes Mandat als Vizepräsidentin des Roten Kreuzes auslaufen lassen und 2014 nicht mehr für eine Wiederwahl zur Verfügung stehen wird.

### Kandidatin zum Nationalrat 2013
Am 12. August 2013 wurde Lindners Kandidatur für das Team Stronach bei der Nationalratswahl 2013 offiziell bekanntgegeben. Nach Aussagen des Klubobmanns des Teams Stronach, Robert Lugar, wonach Lindner als „Speerspitze“ der Partei gegen „das System ORF, Raiffeisen und Pröll“ eingesetzt werden sollte, zog sie ihre Kandidatur am 15. August wieder zurück. Aus der Bundesliste der Kandidaten des Teams Stronach für die Nationalratswahl, auf der sie an dritter Stelle eingetragen war, konnte sie aber nicht mehr gestrichen werden. Diese Liste war am 14. August, dem letztmöglichen Termin gemäß Wahlordnung, bei der Wahlbehörde abgegeben worden; nachträgliche Änderungen sind nicht möglich. Lindner kündigte daraufhin an, das Mandat nach der Wahl nicht anzunehmen; sie beteiligte sich auch nicht am Wahlkampf. Nach der Nationalratswahl am 29. September 2013, bei der das Team Stronach elf Mandate erreichte, erklärte sie am 14. Oktober, ihr durch die formale Kandidatur auf der Liste der Partei erlangtes Mandat nun doch als „freie“ Abgeordnete ausüben zu wollen.
Am 27. November 2013 erklärte Lindner, dass sie ihr Nationalratsmandat mit sofortiger Wirkung zurücklege. Die Stellungnahme zum Rückzug aus der in der breiten Öffentlichkeit scharf kritisierten Position im Parlament wurde von Lindner so begründet: „Humanitäre und soziale Anliegen stehen seit vielen Jahren im Zentrum meines beruflichen und privaten Engagements. Ein effizienter Einsatz für ebendiese Themen im Parlament ist aufgrund der gezielten, gegen mich geführten Kampagne nicht mehr möglich.“

## Kritik und Korruptionsvorwürfe
Monika Lindner gilt als ÖVP-nahe; sie wurde daher teilweise von ORF-Journalisten kritisiert, dass sie beispielsweise bei der Auszeichnung des kritischen ORF-Journalisten Armin Wolf mit dem Robert-Hochner-Preis am 17. Mai 2006 abwesend war, aber erst drei Tage zuvor noch auf einer ÖVP-Parteiveranstaltung in der zweiten Reihe gesessen war. Wolfs bei der Preisverleihung formulierte Kritik an der politischen Einflussnahme im ORF und dem Fehlen der redaktionellen Meinungsvielfalt wies Lindner entschieden zurück. Sie bedauere es, dass Armin Wolf den Weg der „öffentlichen Selbstinszenierung“ dem der internen Aussprache vorgezogen habe. Wolfs Reaktion darauf: „Alles, was ich gestern gesagt habe, habe ich – und viele andere Kolleginnen und Kollegen – in den letzten Jahren in unzähligen internen Sitzungen, Versammlungen und Gesprächen mit Vorgesetzten formuliert. Es kann niemanden im Haus überrascht haben.“
Dass Lindner ihr bei der Nationalratswahl 2013 auf der Liste Team Stronach erworbenes Mandat trotz Ausscheidens aus der Partei und ohne Engagement im Wahlkampf als „freie“ Abgeordnete zunächst angenommen hat, führte zu lautstarker öffentlicher Kritik zahlreicher Politiker und Journalisten. Kritisiert wurde unter anderem, dass Lindner das Gehalt als Abgeordnete zusätzlich zu den hohen Einkünften aus ihrer ORF-Pension bezogen habe. Lindner meinte dazu, sie könne sich zwar grundsätzlich einen Gehaltsverzicht als Abgeordnete vorstellen, allerdings würden ehrenamtliche, unentgeltliche Tätigkeiten nicht ernst genommen. Zu diesem Zeitpunkt war sie noch Vizepräsidentin des Österreichischen Roten Kreuzes und Präsidentin des Hilfswerks.
Am 29. Oktober 2013 wurde bekannt, dass Lindner nach Interventions-Vorwürfen ihre Funktion als Vorstandsmitglied der St.-Anna-Kinderkrebsforschung bis zum Ende der Funktionsdauer Ende November 2013 ruhend gestellt hat. Sie soll zugunsten ihres Lebensgefährten Günther Lebisch interveniert haben und ihn mit lukrativen PR-Aufträgen versorgt und Druckaufträge genehmigt haben, die doppelt so teuer gewesen sein sollen wie notwendig. Nach Interventionen soll ihr Stiefsohn, ein Kameramann, beauftragt worden sein, krebskranke Kinder am Krankenbett für einen TV-Spot zu filmen – um 3200 Euro für einen halben Drehtag (das ist zirka das Sechsfache des marktüblichen Preises). Am 30. Oktober 2013 wurde beim ORF die Revision mit der Überprüfung der während der Amtszeit von Lindner als ORF-Generaldirektorin an Kreativ-Dienstleister vergebenen Aufträge beauftragt. Hintergrund sind ORF-Aufträge an den Lebensgefährten Günther Lebisch mit einem Volumen von zwei Millionen Euro, die ohne Ausschreibung vergeben worden waren. Nicht geprüft wird hingegen der Verkauf von 40 Prozent des ORF-Tochterunternehmens ORS unter Lindner an Raiffeisen, wohin sie nach ihrer Zeit beim ORF als ORS-Aufsichtsrätin und Vorstand der damals im Raiffeisen-Besitz befindlichen Epamedia gewechselt ist. Lebisch soll neben der St.-Anna-Kinderkrebsforschung auch Aufträge für das Rote Kreuz, das Hilfswerk Austria International sowie Epamedia erledigt haben, wo Lindner jeweils im Vorstand vertreten war. Auch ihren Sitz im Verwaltungsrat des Rudolfinerhauses versuchte Lindner für ihren Lebensgefährten zu nutzen, allerdings ohne Erfolg.
Am 11. Dezember 2013 wurde bekannt, dass die Staatsanwaltschaft Wien Ermittlungen gegen Lindner wegen des Verdachts der Untreue und der Vorteilsannahme eingeleitet hat.

## Auszeichnungen
- 1995: Goldene Romy der Jury für die beste Programmidee für das Vorabend-Fernsehmagazin Willkommen Österreich
- 2006: Großes Goldenes Ehrenzeichen für Verdienste um die Republik Österreich[25]